# Climacoporus navalis
Climacoporus navalis är en fiskart som beskrevs av Barnard, 1935. Climacoporus navalis ingår i släktet Climacoporus och familjen Clinidae. Inga underarter finns listade i Catalogue of Life.